# Lex curiata de imperio
Die Lex curiata de imperio (pl. leges curiatae) war in der römischen Verfassung der Zeit der Republik das Kuriatgesetz, das den bereits gewählten Magistraten Macht und/oder Imperium bestätigte (Antrittsritual). Die für das Gesetzgebungsverfahren zuständige Kurienversammlung tagte auf dem Comitium und verlieh dort den (Ober-)Magistraten die zukünftigen Kompetenzen (iustus magistratus). Für die Beantragung gab es Verfahrensformeln. Wortlaute sind nicht erhalten. 
Bereits in der Antike ging die Quelle für diesen formale Akt unter, weshalb dessen Bedeutung für die Forschung früh im Dunklen lag. Angenommen wird aber, dass es sich um einen archaischen Akt der Königszeit handelte und Bedeutung dort für die Inauguration des Königs (rex) erlangte. Der Akt selbst unterlag dann einem Wandel, wobei der rituelle Kern in der Zeit der Republik seine Wirksamkeit behielt. Für die Urheberschaft der lex curiata verweist Cicero auf Numa Pompilius, den zweiten legendären römischen König. Möglicherweise hatte er das aber auch nur spekuliert, denn schon während der späten Republik bestand keine Klarheit mehr darüber und insbesondere Numa wurden überdies zahlreiche staatskultische Praktiken zugeschrieben.
Theodor Mommsen interpretierte die lex curiata de imperio noch als Übertragungsinstrument allgemeiner Amtsgewalt. Die heutige Auffassung geht eher dahin, dass das Kernmotiv die Amtsbelange mit militärischen Hoheitsbefugnissen betraf. Teil wird in der Forschung sogar darauf kapriziert, dass in der Weise der Gefolgschaftseid des versammelten Heeres für bevorstehende königliche Feldzüge abgenommen wurde. Auf dem Gebiet der antiken Religions- und Ideengeschichte betonte der niederländische Althistoriker Hendrik Simon Versnel, die lex curiata de imperio sei als Voraussetzung eines Kommandanten für einen Triumph zu interpretieren, denn seiner Auffassung nach manifestierte sich Imperium nicht innerhalb eines politischen Rahmens, sondern als autoritäre Eigenschaft im Mann an sich, welche im Rahmen der Zeremonie dann anerkannt würde.
In der späten Republik konnte ein Magistrat auf diese Ratifizierung verzichten, indem er sein Imperium einfach beanspruchte. Der Gesetzgeber konnte eine Bestimmung zudem in einem Gesetzesentwurf aufnehmen, was ein kuratierisches Gesetz überflüssig machte.